# Saison 1 de For the People
Chronologie
Saison 2
Cet article présente les épisodes de la première saison de la série télévisée américaine For the People diffusée du 13 mars 2018 au 22 mai 2018 sur ABC.

## Distribution

### Lesprocureurs
- Ben Shenkman (VF : Pierre Tessier) : Roger Gunn
- Susannah Flood (VF : Edwige Lemoine) : Kate Littlejohn
- Regé-Jean Page (VF : Eilias Changuel) : Leonard Knox
- Ben Rappaport (VF : Thierry D'Armor) : Seth Oliver

### Les défenseurs publics
- Hope Davis (VF : Ivana Coppola) : Jill Carlan
- Britt Robertson (VF : Victoria Grosbois) : Sandra Bell
- Jasmin Savoy Brown (VF : Alice Taurand) : Allison Adams
- Wesam Keesh (VF : Hervé Grull) : Jay Simmons

### Les officiers de justices
- Vondie Curtis-Hall (VF : Thierry Desroses) : Nicholas Byrne
- Anna Deavere Smith (VF : Julie Carli) : Tina Krissman

## Épisodes

### Épisode 1:Bienvenue à la cour
- États-Unis : 13 mars 2018 sur ABC
- France :
  - 18 mars 2018 sur Canal+ Séries (en VOST)
  - 27 août 2018 sur Canal+ (en VF)
- Québec : 3 avril 2019 sur V[1]

- États-Unis : 3,22 millions de téléspectateurs[2] (première diffusion)

### Épisode 2:Apparences trompeuses
- États-Unis : 20 mars 2018 sur ABC
- France :
  - 25 mars 2018 sur Canal+ Séries (en VOST)
  - 27 août 2018 sur Canal+ (en VF)
- Québec : 10 avril 2019 sur V

- États-Unis : 2,69 millions de téléspectateurs[3] (première diffusion)

### Épisode 3:En pleine tempête
- États-Unis : 27 mars 2018 sur ABC
- France :
  - 1er avril 2018 sur Canal+ Séries (en VOST)
  - 28 août 2018 sur Canal+ (en VF)
- Québec : 17 avril 2019 sur V

- États-Unis : 3,58 millions de téléspectateurs[3] (première diffusion)

### Épisode 4:Eau contaminée
- États-Unis : 3 avril 2018 sur ABC
- France :
  - 8 avril 2018 sur Canal+ Séries (en VOST)
  - 28 août 2018 sur Canal+ (en VF)
- Québec : 24 avril 2019 sur V

- États-Unis : 2,76 millions de téléspectateurs[4] (première diffusion)

### Épisode 5:Refus d'obtempérer
- États-Unis : 10 avril 2018 sur ABC
- France :
  - 15 avril 2018 sur Canal+ Séries (en VOST)
  - 29 août 2018 sur Canal+ (en VF)
- Québec : 1er mai 2019 sur V

- États-Unis : 2,67 millions de téléspectateurs[5] (première diffusion)

### Épisode 6:Tous super-héros
- États-Unis : 17 avril 2018 sur ABC
- France :
  - 22 avril 2018 sur Canal+ Séries (en VOST)
  - 29 août 2018 sur Canal+ (en VF)
- Québec : 8 mai 2019 sur V

- États-Unis : 2,04 millions de téléspectateurs[6] (première diffusion)

La série de victoires d’Allison est menacée quand elle doit affronter une AUSA implacable dans une affaire de piratage impliquant Arturo Marquez, qui aurait volé des fournitures à un navire de secours après le passage d’un ouragan dans son pays. Leonard et Sandra se rencontrent à nouveau devant le tribunal à propos du cas de Freddie Morris, qui se considère comme un super-héros du nom de Captain Shadow et qui est accusé d’agression quand il tente d’arrêter ce qu’il considère comme un enlèvement.

### Épisode 7:Le vrai Léonard Knox
- États-Unis : 1er mai 2018 sur ABC
- France :
  - 6 mai 2018 sur Canal+ Séries (en VOST)
  - 30 août 2018 sur Canal+ (en VF)
- Québec : 15 mai 2019 sur V

- États-Unis : 2,18 millions de téléspectateurs[7] (première diffusion)

Se sentant négligé par son environnement, Leonard cherche à trouver quoi que ce soit pour charger Jared Nash. Jared était présent alors que son colocataire a été violé, battu et a finalement tué une jeune femme, mais rien ne prouve qu’il soit lié à l’agression et au meurtre. Jay a le béguin pour le collègue de Tina alors qu’il reçoit un cas d’un jeune joueur de tennis accusé d’avoir lancé un match en échange de son argent.

### Épisode 8:Chacun sa place
- États-Unis : 8 mai 2018 sur ABC
- France :
  - 13 mai 2018 sur Canal+ Séries (en VOST)
  - 30 août 2018 sur Canal+ (en VF)
- Québec : 22 mai 2019 sur V

- États-Unis : 2,05 millions de téléspectateurs[8] (première diffusion)

L’amitié compliquée de Jill et Roger est mise à l’épreuve quand ils se retrouvent face à un raid de la DEA qui a laissé un détenu accroché à la vie.

### Épisode 9:La grande évasion
- États-Unis : 15 mai 2018 sur ABC
- France :
  - 20 mai 2018 sur Canal+ Séries (en VOST)
  - 31 août 2018 sur Canal+ (en VF)
- Québec : 29 mai 2019 sur V

- États-Unis : 1,95 million de téléspectateurs[9] (première diffusion)

### Épisode 10:Aveux
- États-Unis : 22 mai 2018 sur ABC
- France :
  - 27 mai 2018 sur Canal+ Séries (en VOST)
  - 31 août 2018 sur Canal+ (en VF)
- Québec : 5 juin 2019 sur V

- États-Unis : 2,37 millions de téléspectateurs[10] (première diffusion)

Sandra défend un hydrologue accusé d'espionnage pour le gouvernement chinois, mais les similitudes entre ce cas et un précédent cas qu'elle a perdu ont ébranlé sa confiance.